# Шахтёр (картина)
«Шахтёр» — картина Заслуженного художника РСФСР Михаила Павловича Труфанова (1921—1988), написанная в 1959 году, в которой живописный талант художника, по выражению Л. В. Мочалова, заговорил «свободно, полным голосом». Находится в собрании Государственного Русского музея.

## Описание
Картина «Шахтёр» принадлежит к серии произведений М. П. Труфанова, начатой «Горновым». Так же, как и там, а позднее в «Доменщиках» (1957), художник рассказывает о труде, не изображая непосредственно трудового процесса. Как и «Горновой», «Шахтёр» — однофигурная композиция. Но задача художника в новой картине усложняется — здесь нет пейзажа, который своим состоянием поддерживал бы и досказывал настроение героя. Шахтёр написан на фоне белой стены, по выражению Л. В. Мочалова, «ему ничто не „подпевает“».
На первый взгляд кажется, замечает Л. В. Мочалов, что о картине вообще ничего нельзя рассказать. Перед нами шахтёр, только что вышедший из забоя. Запрокинув голову, он жадно пьёт воду. Но всё дело в том, как пьёт воду герой М. П. Труфанова, каким жестом он взял и поднёс к губам кружку. Шахтёр, по замечанию Л. В. Мочалова, «пьёт так самозабвенно и торжественно, полузакрыв глаза, как будто не вода, а сама жизненная энергия вливается в него, проникая во все уголки его могучего тела. Его фигура кажется вырубленной из пласта горной породы. Что-то символическое есть в этом «глыбистом», скульптурно лаконичном образе человека, утоляющего жажду и черпающего силы для новой работы».

## Критика
По мнению Н. Г. Ефимовой, в галерее психологически выразительных, жизненно правдивых образов М. П. Труфанова «Шахтёр» безусловно занимает особое место. В полотне искусно сочетается широкая динамичная манера письма с передачей столь же сильного характера героя. Можно сказать, что в данном случае М. П. Труфанов синтезирует некоторые типичные признаки русского характера — цельность и прямоту натуры, внутреннее достоинство, присущее простому рабочему человеку.
Впервые показанная на ежегодной выставке произведений ленинградских художников 1960 года в Русском музее, картина М. П. Труфанова «Шахтёр» неоднократно экспонировалась на крупнейших художественных выставках и воспроизводилась в литературе.
Анализируя картину, и Л. В. Мочалов и Н. Г. Ефимова связывают её с традициями русского искусства, зародившимися ещё в середине XIX века и получившими яркое воплощение в творчестве А. Е. Архипова, Н. А. Касаткина, Н. А. Ярошенко, обратившихся к теме труда. По мнению Н. Г. Ефимовой, непосредственным предшественником М. П. Труфанова можно считать художника Н. А. Касаткина, героями полотен которого были донецкие горняки, люди, сильные духом и волевые. «С холстов Н. А. Касаткина,— замечает Л. В. Мочалов, — грозно посверкивая глазами, смотрят на нас измождённые, порой доведённые до полуживотного состояния шахтёры. Может быть, это отцы и деды труфановского героя? Но как непохож он на тружеников, изображённых Н. А. Касаткиным! Изменилась жизнь. Расправили плечи люди. Изменилось их отношение к труду».
По мнению Л. В. Мочалова, картина «при всей своей изобразительной простоте построена на контрастах, на сопоставлении и борьбе противоположных начал. Усталость — и приток новых сил, чернота фигуры шахтёра — и белизна стены, тёпло-жёлтый огонёк лампы — и «острый» холодно-синий цвет кружки наполняют образ богатством ассоциаций, доносящих дыхание жизни».